# 이론 및 실험 물리학의 진보
《이론 및 실험 물리학의 진보》(Progress of Theoretical and Experimental Physics)는 일본 물리학회를 대신하여 옥스포드 대학교 출판부에서 발행하는 월간 동료검토에 의한 과학 저널이다. 1946년 7월에 유카와 히데키에 의해 《이론물리학의 진보》(Progress of Theoretical Physics)로 설립되어 2013년 1월에 현재의 이름으로 변경되었다.
이 저널은 SCOAP3 운동의 일환이다.